# Eriocaulon thwaitesii
Eriocaulon thwaitesii är en gräsväxtart som beskrevs av Friedrich August Körnicke. Eriocaulon thwaitesii ingår i släktet Eriocaulon och familjen Eriocaulaceae. IUCN kategoriserar arten globalt som livskraftig. Inga underarter finns listade i Catalogue of Life.